# 2.ª Divisão (Japão)
A 2ª Divisão foi uma divisão de infantaria do Império do Japão que serviu durante a Segunda Guerra Mundial. A divisão foi formada no dia 14 de maio de 1888 em Sendai, sendo desmobilizada com o fim da Segunda Guerra Mundial.

## Comandantes
| Comandante                       | Data                                          |
| -------------------------------- | --------------------------------------------- |
| Lt. General Reizo Kawauchi       | 18 de agosto de 1916 - 25 de julho de 1919    |
| Lt. General Masatake Nakashima   | 25 de julho de 1919 - 8 de fevereiro de 1922  |
| Lt. General Kensuke Nagasaka     | 8 de fevereiro de 1922 - 2 de março de 1926   |
| Lt. General Ichiji Inoue         | 2 de março de 1926 - 26 de julho de 1927      |
| Lt. General Harumi Akai          | 26 de julho de 1927 - 22 de dezembro de 1930  |
| Lt. General Jiro Tamon           | 22 de dezembro de 1930 - 1 de agosto de 1933  |
| Field Marshal Prince Higashikuni | 1 de agosto de 1933 - 1 de agosto de 1934     |
| Lt. General Masatsugu Hata       | 1 de agosto de 1934 - 1 de agosto de 1935     |
| General Yoshijiro Umezu          | 1 de agosto de 1935 - 23 de março de 1936     |
| General Yasutsugu Okamura        | 23 de março de 1936 - 23 de junho de 1938     |
| Lt. General Toji Yasui           | 23 de junho de 1938 - 6 de novembro de 1939   |
| General Teiichi Yoshimoto        | 6 de novembro de 1939 - 10 de abril de 1941   |
| Lt. General Masao Maruyama       | 10 de abril de 1941 - 10 de junho de 1943     |
| Lt. General Seisaburo Okazaki    | 10 de junho de 1943 - 24 de fevereiro de 1945 |
| Lt. General Takanobu Manaki      | 1 de março de 1945 - de setembro de 1945      |

## Subordinação
- Grupo de Exércitos Kwantung - 10 de fevereiro de 1937
- 3º Exército - 21 de julho de 1938
- Exército Leste - 27 de setembro de 1940
- 16º Exército - 6 de novembro de 1941
- 17º Exército - de agosto de 1942
- 28º Exército - de janeiro de 1944
- 38º Exército - de fevereiro de 1945

## Ordem da Batalha
agosto de 1940
- 2. Grupo de Infantaria: (desmobilizada em 1 de outubro de 1943)
- 4. Regimento de Infantaria
- 16. Regimento de Infantaria
- 29. Regimento de Infantaria
- 2 Regimento de Cavalaria
- 2. Regimento de Artilharia de Campo
- 2. Regimento de Engenharia
- 2. Regimento de Transporte
- Unidade de comunicação